# Ernest Shonekan
Ernest Adegunle Oladeinde Shonekan (9. svibnja 1936.), nigerijski biznismen, odvjetnik i političar.
Rodio se u kršćanskoj obitelji kao jedno od šestero djece.Potječe iz Lagosa.
Završivši škole, postaje odvjetnik, te jedno vrijeme prakticira pravo, a onda se priključuje velikoj naftnoj kompaniji gdje postaje glavni direktor.
Nakon poslovne karijere,ulazi u politiku te se zbližuje s IBB-om koji mu daje Privremenu Vladu, a kasnije Shonekan postaje i 9. "predsjednik" Nigerije.Velike političke tenzije otjerale su zapadne ulagače.Ovo predsjednik je u navodnicima jer on na taj položaj nikad nije izabran nego je samo postavljen po političkoj liniji.
Naime,  vojni diktator Babangida je dopustio izbore, a pobijedio je kandidat SDP-a Moshood Abiola.
Shonekan je trebao osigurati prijelaz u demokratsku vlast, i ustoličenje Abiole kao civilnog predsjednika izabranog na slobodnim i poštenim izborima. Nije mu uspjelo, jer nije uspio kontrolirati ekonomsku situaciju, a iako je Ibrahim Babangida odstupio, zamijenio ga je Sani Abacha. Shonekan mu je dao mjesto ministra obrane, a on se kroz puč popeo na vlast.
Ernest nema ženu ni djecu.